# Малий Томб
Малий Томб , також Томбе-Кучек (Тунб ас-Сугра, араб. طنب الصغرى — острів у Перській затоці, адміністративно — в іранській провінції Хормузган. Знаходиться приблизно за 80 км на північний захід від міста Рас-ель-Хайма, за 11,2 км на захід від острова Великий Томб (Томбе-Бозорг), на північ від острова Абу-Муса та за 38,4 км від порту Бандар-е Ленге.

## Опис та географія
Острів має трикутну форму і тягнеться в напрямку з півночі на південь на 1,6 км, або на 1,2 км в ширшій південній частині. Його площа становить приблизно 2,0 км², а найбільша висота — 36 м над рівнем моря.
Флора складається з пишних злакових і чагарників, а фауна включає птахів і змій. Малі Тунб позбавлений джерел води.
Адміністративно відноситься до бахшу Томб шахрестана Абумуса остана Хормозган.
Слово «Тунб» або «Тонаб» має арабське походження, що в перекладі означає «мотузка для кріплення намету».

## Історія
Історично склалося так, що острів перебував під контролем Ірану до середини 1900-х років, коли британці окупували його та керували ним із території, яка зараз є Еміратами. Володіння островами Великий Томб, Малий Томб та Абу-Муса дозволяло тій чи іншій стороні практично повністю контролювати вихід із Перської затоки до Індійського океану. У стратегічному відношенні ці острови можна порівняти з Гібралтаром при вході до Середземного моря або з Аденом при вході до Червоного моря. Під час виходу Британії з цих протекторатів Іран увів війська на територію Великого та Малого Тунба, а після проголошення незалежності Об'єднані Арабські Емірати почали заволодіти островами, поклавши початок довготривалій суперечці. У 1930-х роках острови стали однією з причин розбіжностей між Іраком та Іраном. Острови і досі є предметом гострої територіальної суперечки між ОАЕ та Іраном .
Належав емірату Рас-ель-Хайма. 30 листопада 1971 року Іран окупував острови Великий і Малий Томб та Абу-Муса (належав до емірату Шарджа). Поліція Рас-ель-Хайми чинила збройний опір. Цей інцидент став важливим фактором, який переконав лідерів емірату в тому, що Рас-ель-Хайма виграє від об'єднання, і 11 лютого 1972 року емірат приєднався до Об'єднаних Арабських Еміратів.
2000 року Іран оголосив ці острови «невід'ємною частиною своєї території». Спроби ОАЕ, спираючись на підтримку Ліги арабських держав (ЛАД) та Ради Безпеки ООН протистояти анексії цих островів, успіхом не увінчалися . Офіційний представник МЗС Ісламської Республіки Іран Марзийе Афхам заявила :
|  | Існуючі міжнародні документи свідчать, що острови Великий Томб, Малий Томб та Абу-Муса здавна належали Ірану і лише 1903 року вони потрапили під контроль Великої Британії. Однак у 1971 році острови були повернуті Тегерану, причому ще до появи держави ОАЕ на карті світу. |

Малий Тунб — незаселений острів, але на ньому функціонує постійнодіюча військова база з морським портом на сході. На острові знаходиться маяк та військовий аеродром/